# Arlen Specter
Arlen Specter (Wichita, Kansas, 12 de febrer de 1930 - 14 d'octubre de 2012) va ser un polític nord-americà.
Nascut a l'estat de Kansas, fill de pares immigrants jueus russos.
Va estudiar a la Universitat d'Oklahoma, i posteriorment a la Universitat de Pennsilvània, on es va graduar en Relacions Internacionals. Va lluitar com a pilot militar a la Guerra de Corea entre 1951 i 1953. Posteriorment es va graduar d'advocat a la Universitat Yale el 1956.
Va treballar com a assessor en la Comissió Warren encarregada d'investigar l'assassinat del president John Fitzgerald Kennedy, va ser coautor de la controvertida "teoria d'una sola bala".
Electe al Senat dels Estats Units per primera vegada el 1980, va ser successivament reelegit en diverses ocasions. D'oposicions moderades, havia estat simpatitzant del Partit Demòcrata en la seva joventut, el 1966 però, es va canviar al Partit Republicà, en el qual va fer tota la seva carrera política. El 1995 va anunciar la seva postulació a la Presidència, i en la pre-campanya va marcar la seva posició moderada en diversos temes; finalment va donar suport a Bob Dole.
El 28 d'abril de 2009 es va fer notori per apartar-se del Partit Republicà per adherir-se al Partit Demòcrata.
Va morir als 82 anys de complicacions de limfoma no hodgkinià.